# (37749) Umbertobonori
(37749) Umbertobonori est un astéroïde de la ceinture principale.

## Description
(37749) Umbertobonori est un astéroïde de la ceinture principale. Il fut découvert le 12 janvier 1997 à Bologne par l'observatoire San Vittore. Il présente une orbite caractérisée par un demi-grand axe de 2,70 UA, une excentricité de 0,13 et une inclinaison de 6,5° par rapport à l'écliptique.

## Compléments